# Z. Z. Hill
Arzell „Z. Z.“ Hill (* 30. September 1935 in Naples, Texas; † 27. April 1984 in Dallas, Texas) war ein US-amerikanischer Blues-Sänger.

## Leben
Hill begann seine musikalische Karriere in den späten 1950er-Jahren bei einer Gospel-Gruppe namens „The Spiritual Five“.
Um 1960 entwickelte er Interesse für den Blues. Zu seinen Vorbildern zählten B. B. King, Bobby Bland und vor allem Sam Cooke. 1964 zog Hill nach Kalifornien und nahm in einem Garagen-Studio das Stück You Were Wrong auf, das in die Charts kam.
In den 1970ern hatte Hill einige Hits, wie Love Is So Good When You're Stealing It (1977). In den 1980ern fand Hill zurück zu den Wurzeln des Blues. Sein Album Down Home Blues (1982) – mit den Hits Down Home Blues und Somebody Else Is Steppin' In – war fast zwei Jahre lang in den Charts.
Hill starb 1984.